# Carac
Carac je švýcarský cukrářský výrobek. Jeho základem je košíček z lineckého těsta (francouzsky Pâte sucrée; německy Mürbeteig) standardně o průměru u základny asi 6–7 cm a 8–9 cm u vrcholu košíčku. Carac je občas vyráběn například pro rodinné oslavy i ve větších velikostech, například okolo 25 cm v průměru. Vnitřek košíčku je naplněn ganáží vyrobené ze dvou dílů čokolády a jednoho dílu smetany. Po vychlazení se nanese meruňková konfitura a na vrch se nalije fondánová hmota (cukr, voda a zelené barvivo). Na závěr se tento dezert zdobí na vrchu čokoládovou „tečkou“. Ta je vyrobena z čokolády s vyšším obsahem kakaového másla nebo z čokolády a kokosového nebo lísko-oříškového tuku, a dále z cukru. Příležitostně je tradiční čokoládová tečka nahrazována jinými motivy. Výrobek standardní velikosti má hmotnost okolo 50 g.
Carac se konzumuje především ve francouzsky mluvící části Švýcarska, i když je již několik desetiletí známý a ceněný i v německy mluvící části země. Středně velká cukrárna jich vyrobí 40–80 ks týdně v závislosti na poptávce. Prodejní cena se pohybuje okolo 3–3,50 CHF. Dezert je k dostání také v supermarketech.
Etymologie slova Carac je nejasná. Lze se domnívat, že jde o fonetickou souvislost s francouzským výrazem Caraque, který podle Dictionnaire universel de cuisine pratique (1894) Josepha Favreho označuje druh "kakaa vynikající kvality, jako je kakao vyráběné v okolí Caracasu". Název tedy může být odvozen od Caracasu, hlavního města Venezuely. 

## Galerie

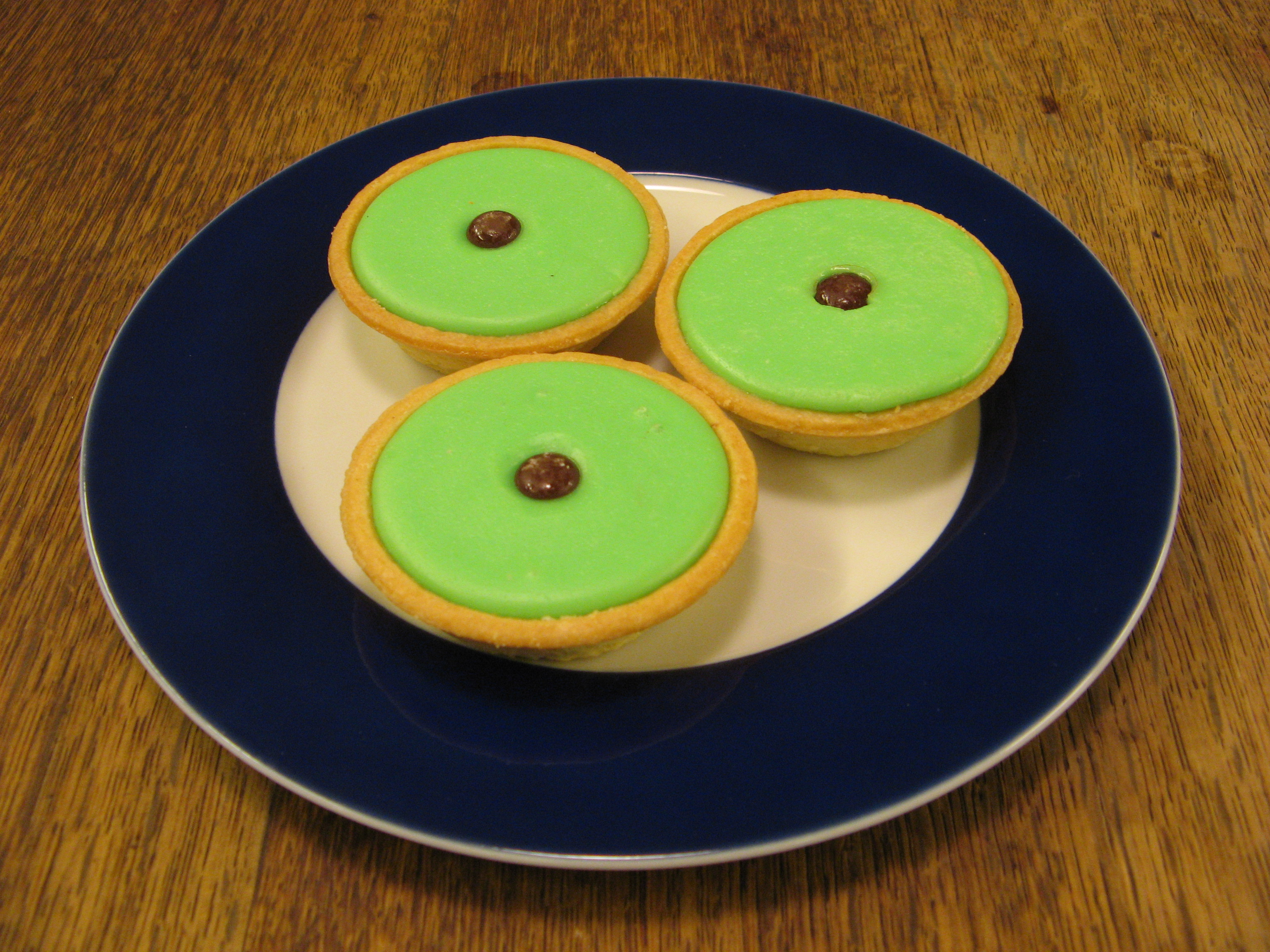
Carac
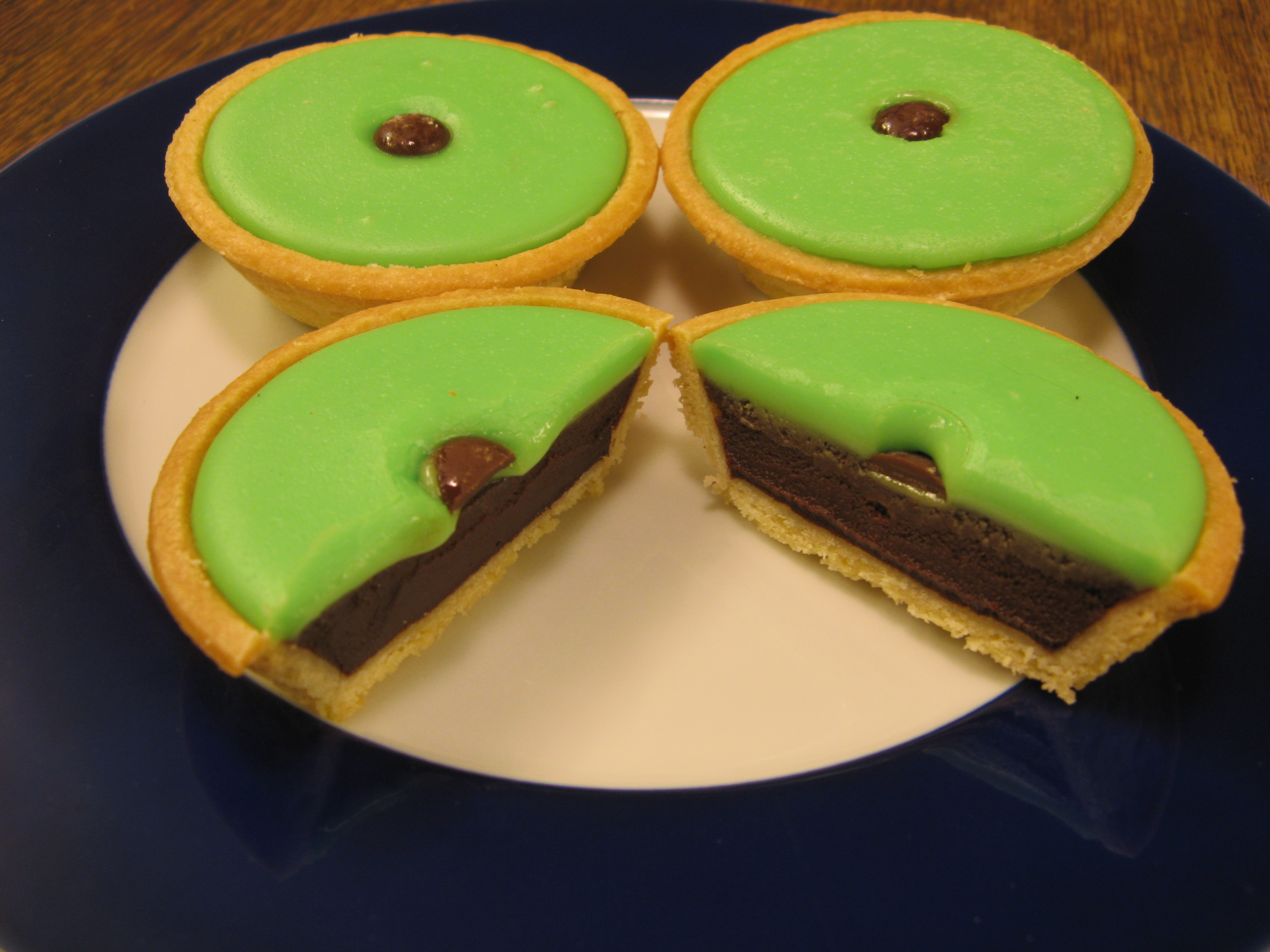
Carac - řez
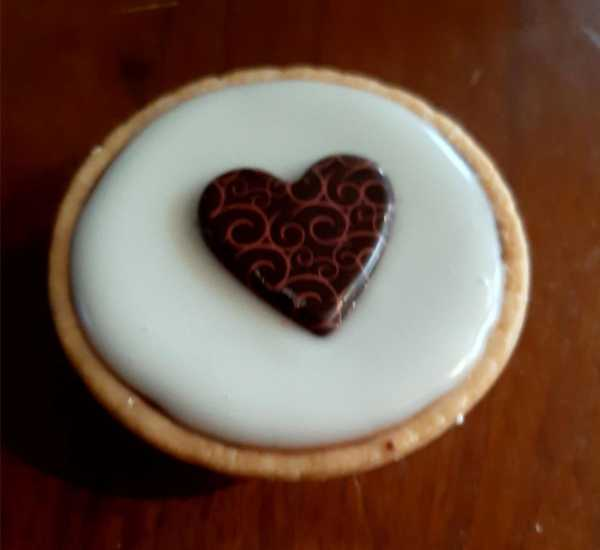
Carac s Valentýnským motivem
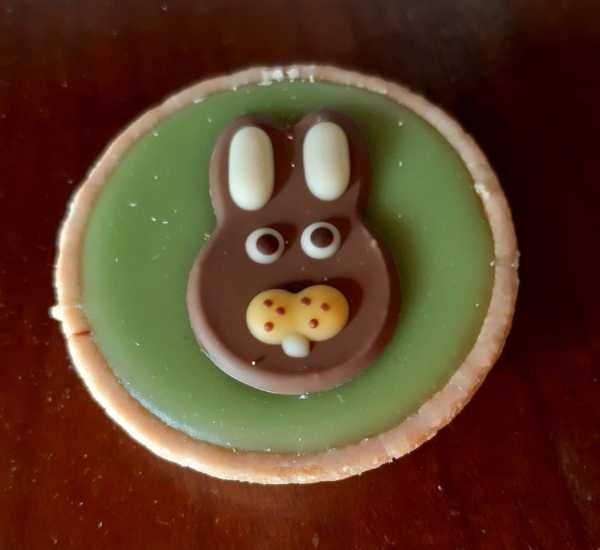
Carac s Velikonočním motivem